# Tasmanovo morje
Tasmanovo morje (maorsko Te Tai-o-Rēhua) je robno morje Tihega oceana, ki se razprostira med Avstralijo in Novo Zelandijo na jugozahodu Tihega oceana. Široko je približno 2200 km in približno 2800 km od severa proti jugu in je razmeroma globoko; v glavnem delu, Tasmanovi kotanji, preseže globino 5000 m, najgloblja točka pa je 5943 m pod morsko gladino. Severno od njega je Koralno morje, južno pa Južni ocean.
Morje je dobilo ime po nizozemskem raziskovalcu Abelu Janszoonu Tasmanu, ki ga je leta 1642 kot prvi znani človek preplul. Britanski raziskovalec poročnik James Cook je pozneje v 1770-ih med svojimi tremi raziskovalnimi potovanji veliko plul po Tasmanovem morju.

## Podnebje
Južni del morja prečkajo depresije, ki potekajo od zahoda proti vzhodu. Severna meja teh zahodnih vetrov je blizu 40 °J. Med južno zimo, od aprila do oktobra, severna veja teh vetrov z zahoda spremeni svojo smer proti severu in gre proti pasatom. Zato morje v tem obdobju pogosto piha jugozahodni veter. V avstralskem poletju (od novembra do marca) se južna veja pasatov dvigne proti zahodnim vetrovom in povzroči nadaljnjo aktivnost vetra na tem območju.

## Geografija
Tasmanovo morje je široko 2250 km in ima površino 2.300.000 km². Največja globina morja je 5943 m. Dno morja sestavlja izcedek globigerine (je rod planktonskih foraminifera v redu Rotaliida; svetovne oceane poseljuje od srednje jure). Majhno območje pteropodnega izločanja je na jugu Nove Kaledonije, na južnem obsegu 30 °J pa je mogoče najti Siliceous ooze (vrsta biogenih pelagičnih usedlin, ki so na globokem oceanskem dnu).

### Obseg
Mednarodna hidrografska organizacija opredeljuje meje Tasmanovega morja kot:
Na zahodni črti A od otoka Gabo (blizu rta Howe, 37°30'J) do severovzhodne točke otoka East Sister (148 °V), od tod vzdolž 148. poldnevnika do otoka Flinders; za tem otokom črta, ki poteka vzhodno od Vansittart Shoals do [Cape] Barren Island in od Cape Barren (najvzhodnejša točka [Cape] Barren Island) do Eddystone Pointa (41 °S) v Tasmaniji, od tod vzdolž vzhoda obale do South East Cape, južne točke Tasmanije.
Na severu Vzporednik 30° J od avstralske obale proti vzhodu do črte, ki povezuje vzhodni rob grebena Elizabeth in South East Rock (31°47′S 159°18′E / 31.783°S 159.300°E), nato proti jugu vzdolž te črte do South East Rock [obrobek otoka Lord Howe].
Na severovzhodu od South East Rocka do severne točke otokov Treh kraljev (34°10′S 172°10′E / 34.167°S 172.167°E), od tod do Severnega rta na Novi Zelandiji.
Na vzhodu
- V Cookovi ožini. Črta, ki povezuje južni skrajni del mrčesa ob rtu Palliser (Ngawi) in svetilnik na rtu Campbell (Te Karaka).
- V ožini Foveaux (46°45' J). Črta, ki povezuje luč na točki Waipapapa [sic] (168°33'E) z vzhodno glavo (47'02'J) otoka Stewartov otok / Rakiura.

Na jugovzhodni črti A, ki poteka od South West Cape, Stewartov otok / Rakiura, skozi Snares (50°30′S 166°10′E / 50.500°S 166.167°E) do North West Cape, otok Auckland (50°30′S 166°10'E), skozi to otoka do njegove južne točke.
Na južni črti A, ki povezuje južno točko otoka Auckland (50°55′S 166°0′E / 50.917°S 166.000°E) z South East Cape, južno točko Tasmanije.

### Greben
Srednjeceanski greben Tasmanovega morja se je razvil pred 85 do 55 milijoni let, ko sta se Avstralija in Zelandija razpadli med razpadom superceline Gondvana. Leži približno na sredini med celinskimi robovi Avstralije in Zelandije. Velik del Zelandije je potopljen, zato greben poteka veliko bližje avstralski obali kot novozelandski obali.

### Otoki
Tasmanovo morje ima številne skupine srednjemorskih otokov, precej ločeno od obalnih otokov, ki so v bližini celine Avstralije in Nove Zelandije:
- Otok Lord Howe (del Novega Južnega Walesa)[10]
- Ballova piramida (del Novega Južnega Walesa)[11]

### Sosednja vodna telesa
- Sever: Koralno morje[12]
- Severovzhod in vzhod: Tihi ocean
- Vzhod: Cookov preliv
- Jug in jugovzhod: Južni ocean
- Zahod: Bassov preliv[13]

## Živalski in rastlinski svet
Globokomorska raziskovalna ladja RV Tangaroa je raziskovala morje in našla 500 vrst rib in 1300 vrst nevretenčarjev. Raziskovalci so našli tudi zob megalodona, izumrlega morskega psa.

## Zgodovina
Leta 1876 je bil v Tasmanovem morju položen prvi telegrafski kabel, ki je povezoval Avstralijo in Novo Zelandijo. Telegrafski kabel je postal zastarel leta 1963, ko je bil dokončan Commonwealth Pacific Cable, prvi mednarodni telefonski kabel na Novi Zelandiji.
Moncrieff in Hood sta bila prva, ki sta januarja 1928 z letalom poskusila preleteti Tasmanovo morje. Letalca nihče ni več videl ali slišal za njih. Prvi uspešen polet nad morjem sta kasneje istega leta opravila Charles Kingsford Smith in Charles Ulm. 
Prva oseba, ki je samostojno preveslala morje, je bil Colin Quincey leta 1977. Naslednje uspešno solo prečkanje je opravil njegov sin Shaun Quincey leta 2010.